# فريدي تومسون
فريدي تومسون (بالإسبانية: Fredy Thompson)‏ (2 يونيو 1982 ببويرتو باريوس في غواتيمالا - ) هو لاعب كرة قدم غواتيمالي في مركز الوسط. شارك مع منتخب غواتيمالا لكرة القدم. أما مع النوادي، فقد لعب مع نادي كوميونيكيشنس وميونيسيبال وAntigua GFC ‏ وDeportivo Coatepeque ‏ وAlbinegros de Orizaba ‏.

## وصلات خارجية
- فريدي تومسون على موقع الاتحاد الدولي (مؤرشف)  (الإنجليزية)
- فريدي تومسون على موقع قاعدة بيانات كرة القدم.إي يو (الإنجليزية)
- فريدي تومسون على موقع ناشيونال فوتبول تيمز (الإنجليزية)